# Wildlochsee
Wildlochsee är en sjö i Österrike.   Den ligger i förbundslandet Steiermark, i den centrala delen av landet, 220 km sydväst om huvudstaden Wien. Wildlochsee ligger 2 123 meter över havet.
Trakten runt Wildlochsee består i huvudsak av gräsmarker. Runt Wildlochsee är det ganska glesbefolkat, med 21 invånare per kvadratkilometer.